# Campionato Sammarinese 2003-2004

## Fase a gironi

### Girone A
|  |    | Classifica 2003-04 | Pt | G  | V  | N | P  | GF | GS | DR  |
|  | -- | ------------------ | -- | -- | -- | - | -- | -- | -- | --- |
|  | 1. | Pennarossa         | 46 | 21 | 14 | 4 | 3  | 41 | 20 | +21 |
|  | 2. | Juvenes/Dogana     | 44 | 21 | 13 | 5 | 3  | 49 | 18 | +31 |
|  | 3. | Cailungo           | 40 | 21 | 13 | 1 | 7  | 43 | 22 | +21 |
|  | 4. | Libertas           | 33 | 21 | 9  | 6 | 6  | 29 | 20 | +9  |
|  | 5. | Tre Penne          | 23 | 21 | 7  | 2 | 12 | 22 | 35 | -13 |
|  | 6. | San Giovanni       | 22 | 21 | 5  | 7 | 9  | 23 | 37 | -14 |
|  | 7. | La Fiorita         | 21 | 21 | 5  | 6 | 10 | 24 | 33 | -9  |
|  | 8. | Folgore            | 7  | 21 | 1  | 4 | 16 | 15 | 58 | -43 |

### Girone B
|  |    | Classifica 2003-04 | Pt | G  | V  | N | P  | GF | GS | DR  |
|  | -- | ------------------ | -- | -- | -- | - | -- | -- | -- | --- |
|  | 1. | Domagnano          | 41 | 20 | 12 | 5 | 3  | 39 | 23 | +16 |
|  | 2. | Murata             | 41 | 20 | 12 | 5 | 3  | 32 | 14 | +18 |
|  | 3. | Virtus             | 38 | 20 | 11 | 5 | 4  | 48 | 24 | +24 |
|  | 4. | Tre Fiori          | 35 | 20 | 10 | 5 | 5  | 35 | 20 | +15 |
|  | 5. | Faetano            | 21 | 20 | 5  | 6 | 9  | 23 | 28 | -5  |
|  | 6. | Cosmos             | 11 | 20 | 3  | 2 | 15 | 15 | 48 | -33 |
|  | 7. | Montevito          | 6  | 20 | 1  | 3 | 16 | 16 | 54 | -38 |

## Play-off
Ai play-off si qualificano le prime tre squadre di ogni girone.
- Primo Turno

Si affrontano le seconde e le terze classificate dei due gironi
 Murata- Cailungo 2-1
 Juvenes/Dogana- Virtus 1-3
- Secondo Turno

Si affrontano le vincitrici dei due gironi con le vincenti del primo turno
 Pennarossa- Murata 5-3
 Domagnano- Virtus 2-1 dts
- Terzo Turno

Si affrontano i perdenti del primo turno contro i perdenti del secondo. Gli sconfitti vengono eliminati
 Cailungo- Virtus 4-2
 Juvenes/Dogana- Murata 1-3
- Quarto Turno

Si affrontano le vincenti del secondo turno. Chi vince approda in finale, chi perde in semifinale
 Pennarossa- Domagnano 1-4 dts
Si affrontano le vincenti del terzo turno. Chi vince approda in semifinale, chi perde viene eliminato
 Cailungo- Murata 3-1
- Semifinale

 Pennarossa- Cailungo 3-0
- Finale

 Pennarossa- Domagnano 2-2 rig.: 4-2